# 우투우타
우투우타는 야구에서 오른손으로 던지고 오른손으로 치는 야구 선수를 가리키는 단어이다.

## 설명
우투우타인 선수는 프로야구에선 많은 편이다. 우투우타는 내야수, 외야수, 투수의 모든 중책을 맡을 수 있기 때문이다. 다만 우타자의 특성상 좌타자보다는 1루에서 거리가 멀기 때문에 좌타자라면 내야 안타로 살아나갈 수 있는 타구에 우타자는 땅볼 아웃을 당할 수 있는 단점이 있어 이런 단점을 보완하고자 우투좌타인 야구 선수도 존재한다. 프로야구 야구단의 타선에 나오는 우타자는 대부분이 우투우타인 선수들이다. 그외에 사회인야구나 아마추어 야구에서도 우타자로 등장하는 야구 선수들은 대부분 우투우타인 야구 선수들이 많다.

## 같이 보기
- 야구
- 타자
- 투수